# Eyal Berkovic
Eyal Berkovic (på hebraisk: אייל ברקוביץ') (født 2. april 1972 i Regba, Israel) er en tidligere israelsk fodboldspiller, der spillede som midtbanespiller hos adskillige klubber i hjemlandet og Storbritannien. Han var tilknyttet Ligat ha'Al-klubberne Maccabi Haifa og Maccabi Tel Aviv, og spillede derudover for blandt andet West Ham og Manchester City i England samt Celtic i Skotland.
Berkovic vandt i sin tid hos Maccabi Haifa to israelske mesterskaber og én pokaltitel. Han blev i 1994 kåret til Årets fodboldspiller i Israel.

## Landshold
Berkovic spillede mellem 1992 og 2004 hele 82 kampe for Israels landshold, hvori han scorede 14 mål.

## Titler
Israelske Mesterskab
- 1991 og 1994 med Maccabi Haifa

Israelske Pokalturnering
- 1994 med Maccabi Haifa